# Urokinase
 (octobre 2019).
Si vous disposez d'ouvrages ou d'articles de référence ou si vous connaissez des sites web de qualité traitant du thème abordé ici, merci de compléter l'article en donnant les références utiles à sa vérifiabilité et en les liant à la section « Notes et références ».
L'urokinase (abbokinase), aussi appelée activateur du plasminogène de type urokinase (uPA)  est une protéase à sérine. L'urokinase a été à l'origine isolée   de l'urine humaine, mais elle est aussi présente ailleurs, comme dans le sang ou dans la matrice extracellulaire. Son substrat physiologique est le plasminogène qui est la forme inactive de la plasmine. L'activation de la plasmine déclenche une cascade protéolytique, qui en fonction de l'environnement participe à la thrombolyse ou la dégradation de la matrice extracellulaire.
En cancérologie, l'urokinase issue des cellules tumorales, du stroma et même synthétisée en dehors du site tumoral est impliquée à la fois dans la prolifération par interaction avec les voies de signalisation des facteurs de croissance, la néoangiogenèse, la motilité cellulaire, et la dégradation de la matrice extracellulaire favorisant les métastases. L'urokinase et son inhibiteur PAI-1 constituent un couple de biomarqueurs uPA/PAI-1 (Femtelle) utilisés dans le cancer du sein.